# Obóz pracy przymusowej w Prawieniszkach
Więzienie w Prawieniszkach (lit. Pravieniškių Pataisos Namai – Atviroji Kolonija) – litewski zakład karny ulokowany w niewielkiej osadzie Prawieniszki (lit. Pravieniškės), pierwotnie pełniący funkcję obozu pracy przymusowej.
Geneza więzienia sięga okresu Republiki Litewskiej, kiedy to w Prawieniszkach urządzono zakład poprawczy, a następnie obóz odosobnienia dla przeciwników reżimu Antanasa Smetony. W 1940 roku obóz został przejęty przez radzieckie władze okupacyjne. Niemal wszystkich jego więźniów Sowieci wymordowali w czerwcu 1941 roku, krótko po wybuchu wojny niemiecko-sowieckiej. Obóz został następnie przejęty przez Niemców, którzy urządzili w nim filię obozu koncentracyjnego Kauen. W Prawieniszkach więziono i mordowano Litwinów, Polaków, Żydów, radzieckich jeńców wojennych i Romów.
Po ponownym zajęciu Litwy przez Armię Czerwoną obóz został ponownie przejęty przez NKWD. Więziono w nim m.in. żołnierzy Armii Krajowej z Wileńszczyzny. Od 2011 roku w Prawieniszkach mieści się więzienie – kolonia otwarta, będące jednym z największych zakładów karnych na Litwie.

## Okres rządów litewskich
Prawieniszki są niewielką osadą położoną przy linii kolejowej Wilno – Kowno. W pierwszych latach istnienia niepodległej Litwy mieścił się tam zakład poprawczy. W 1929 roku, trzy lata po wojskowym zamachu stanu, przekształcono go w obóz odosobnienia dla więźniów politycznych. Trafiali do niego przeciwnicy reżimu Antanasa Smetony.
Po klęsce wrześniowej i rozpoczęciu litewskiej okupacji Wileńszczyzny wyraźnie zwiększyła się liczba więźniów narodowości polskiej.

## Pierwsza okupacja sowiecka
W czerwcu 1940 roku, w konsekwencji postanowień paktu Ribbentrop–Mołotow, Armia Czerwona rozpoczęła okupację Litwy. Dwa miesiące później kraj ten został formalnie wcielony do ZSRR jako jedna z republik związkowych. Radzieccy okupanci przejęli obóz w Prawieniszkach i włączyli go do systemu łagrów. Obok Litwinów więziono w nim również Polaków aresztowanych na terenach Litwy kowieńskiej i Wileńszczyzny, w tym uchodźców wojennych i internowanych żołnierzy Wojska Polskiego. W obozie byli osadzani zarówno więźniowie polityczni, jak i pospolici przestępcy .
22 czerwca 1941 roku nazistowskie Niemcy dokonały inwazji na Związek Radziecki. Na wieść o wybuchu wojny litewscy strażnicy wypowiedzieli posłuszeństwo Sowietom i bezkrwawo przejęli kontrolę nad obozem. Na budynku administracji zawieszono wtedy litewską flagę. 26 czerwca w pobliżu obozu pojawiła się kolumna radzieckich czołgów, które wycofywały się z okolic Kowna. Czerwonoarmiści zarządzili zbiórkę więźniów oraz załogi na placu apelowym, po czym zmasakrowali tłum ogniem broni maszynowej. Rannych dobijano bagnetami. Ofiarą masakry padło od 400 do 500 osób. W gronie zamordowanych znalazło się 21 członków litewskiej załogi obozu, a także osiem kobiet – pracownic obozowej administracji lub żon pracowników. Wśród zamordowanych więźniów byli Polacy, lecz ich liczba jest nieznana. Masakrę przeżyły tylko dwie osoby – więziony w Prawieniszkach przodownik polskiej policji z Nowogródka oraz litewski strażnik nazwiskiem Geczys. 29 czerwca na terenie obozu pochowano szczątki 182 zamordowanych, kolejne pięćdziesiąt zwłok zabrali krewni.
Podobnie jak w przypadku innych masakr więziennych NKWD, zbrodnia w Prawieniszkach została nagłośniona przez nazistowską propagandę.

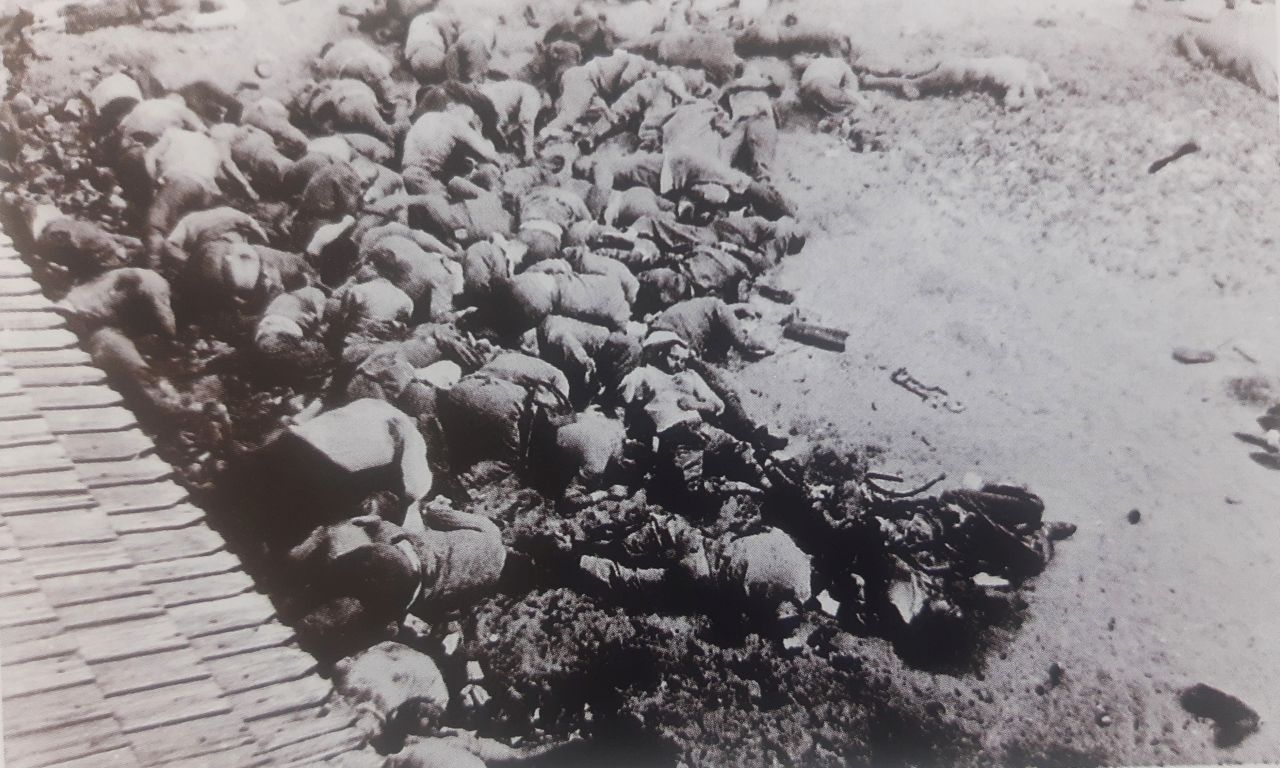
Ciała więźniów i strażników więzienia zamordowanych przez czerwonoarmistów 26 czerwca 1941 r.

## Okupacja niemiecka
Nowi okupanci urządzili w Prawieniszkach obóz pracy przymusowej (niem. Zwangsarbeitslager). Bruno Zawieyski przypuszczał, że pierwszych więźniów osadzono tam jesienią 1941 roku, podczas gdy Monika Tomkiewicz jako datę utworzenia obozu wskazuje sierpień tegoż roku ). Według Evelyn Zegenhagen pierwszymi więźniami Prawieniszek byli Żydzi przywiezieni z getta w Kownie. „Inspektorem pracy obozowej” został mianowany ocalały z sowieckiej masakry strażnik Geczys. W 1943 roku obóz został przekształcony w filię obozu koncentracyjnego Kauen.
Funkcję komendantów i zastępców komendantów pełnili niemieccy funkcjonariusze: Willi Schreiber, Schlemme, Heinz Appel, Otto Andersen, Pieckel, Stiller, Algeweier. Według Bronona Zawieyskiego większość załogi stanowili litewscy kolaboranci i to oni mieli największy wpływ na codzienne funkcjonowanie obozu. Monika Tomkiewicz wskazuje natomiast, że w gronie strażników znajdowali się także Rosjanie, Ukraińcy i Łotysze.
W latach 1941–1944 przez obóz w Prawieniszkach przeszło kilka tysięcy więźniów. Najczęściej były to osoby osadzone na mocy decyzji placówek Sicherheitspolizei w Wilnie i Kownie. Zazwyczaj przeszły one wcześniej przez więzienia w Kownie i Poniewieżu lub na wileńskich Łukiszkach . Wśród więźniów znajdowali się zarówno więźniowie polityczni, jak i osoby zatrzymane pod zarzutem sabotażu lub uchylania się od obowiązku pracy, radzieccy jeńcy wojenni, dezerterzy z Wehrmachtu lub pospolici przestępcy. Większość więźniów stanowili Litwini (około 60 proc.). Obok nich w Prawieniszkach przetrzymywano także Żydów, Polaków, Romów i Rosjan. Wśród więźniów narodowości polskiej wielokrotnie znajdowały się osoby skazane na karę śmierci, które ułaskawiono lub odroczono im wykonanie wyroku. Do Prawieniszek trafiały także osoby prewencyjnie aresztowane przed ważniejszymi polskimi świętami narodowymi . We wrześniu 1943 roku do obozu przywieziono 130 przedstawicieli polskiej inteligencji z Wilna, których zatrzymano jako zakładników w odwecie za zabicie przez żołnierzy Armii Krajowej inspektora litewskiej policji, Marijonasa Podabasa. Licznie trafiali tam również harcerze i młodociani konspiratorzy z terenów Litwy kowieńskiej i Wileńszczyzny.
Obóz znajdował się na otwartej przestrzeni. Otaczało go ogrodzenie z drutu kolczastego, przy którym co 100 metrów stały wieżyczki strażnicze. Nad bramą wjazdową wisiał szyld z napisem „Miejsce pracy” . W barakach mogło się jednorazowo pomieścić około tysiąca więźniów.
Warunki bytowe były bardzo ciężkie. Na dzienne racje żywnościowe składało się 200 gramów razowego chleba na śniadanie, zupa z grochu lub zbutwiałej kapusty na obiad, kawa z cykorii i niewielka ilość chleba na kolację. Więźniowie zazwyczaj pracowali przy wydobyciu i osuszaniu torfu lub przy wyrębie okolicznych lasów . Dzień roboczy na torfowisku trwał od godziny 5:30 do 17:30, z godzinną przerwą obiadową. Więźniarki często wykonywały lżejsze prace na terenie obozu, m.in. w pralni i kuchni . Więźniów Prawieniszek zatrudniano ponadto w pobliskich majątkach ziemskich Pamierys, Wasiliszki i Rumszyszki ; w tym pierwszym musieli pracować m.in. przy załadunku drewna na wagony kolejowe. Częste były przypadki zachorowań na świerzb oraz zapalenie płuc lub oskrzeli. Jedynym dostępnym dla więźniów lekarstwem była aspiryna .
Położony w pobliżu obozu las sosnowy był miejscem indywidualnych i zbiorowych egzekucji. W sierpniu 1941 roku zamordowano tam około 280 Żydów. Zgodnie z raportem sporządzonym przez SS-Standartenführera Karla Jägera kolejna egzekucja odbyła się 4 września 1941 roku; w Prawieniszkach zamordowano wtedy 253 Żydów, w tym sześć kobiet. Obóz służył również jako miejsce egzekucji Romów. Mordowano ponadto więźniów niezdolnych do pracy z powodu ran, chorób i wyczerpania lub przyłapanych na próbie ucieczki. Niekiedy rozstrzeliwano także więźniów, których likwidację zleciły placówki Gestapo. Według zeznań złożonych po wojnie przez jednego ze strażników egzekucje odbywały się średnio 2–3 razy w tygodniu, zazwyczaj wieczorami lub nocą. Zwłoki zamordowanych palono poza terenem obozu, w dołach po wykopanym torfie.
Wiosną 1944 roku, w związku ze zbliżaniem się frontu wschodniego, Niemcy przystąpili do stopniowej likwidacji obozu. Część więźniów wywieziono do obozów w Niemczech i Francji. W czerwcu odeszły kolejne dwa transporty: jeden skierowano do KL Stutthof, drugi do Kowna, a stamtąd do Tylży. Na początku lipca w lesie nieopodal obozu zamordowano około 211 Żydów, w tym profesorów Wydziału Sztuk Pięknych i lekarzy przywiezionych transportem kolejowym z paryskiej Sorbony . Do spalenia ich zwłok zmuszono 20 więźniów, tym pewną liczbę Polaków, których po zakończeniu pracy również zamordowano.
Pod koniec lipca załoga wraz z częścią więźniów opuściła obóz. Pozostałych osadzonych prawdopodobnie planowano zamordować, lecz zostali oszczędzeni dzięki wstawiennictwu obozowego lekarza, Marcina Błaszczaka.
W latach 1944–51 sowieckie trybunały osądziły i skazały 21 strażników, którzy w okresie niemieckiej okupacji pełnili służbę w obozie w Prawieniszkach. Otrzymali oni wyroki w wymiarze od 10 do 25 lat obozu pracy .

## Druga okupacja sowiecka
Po wyparciu Niemców w 1944 roku obóz został ponownie przejęty przez NKWD. Począwszy od lipca tegoż roku osadzano w nim m.in. członków Armii Krajowej aresztowanych na Wileńszczyźnie, a także byłych strażników obozowych . Obok Polaków i Litwinów w Prawieniszkach więzione były także osoby narodowości rosyjskiej, ukraińskiej i węgierskiej .
Więźniowie byli przetrzymywani w poniemieckich barakach. Pracowali przymusowo na torfowisku, w pobliskim gospodarstwie rolnym oraz w obozowej szklarni. Dzień roboczy trwał dwanaście godzin. Na wyżywienie składała się dzienna racja w postaci 300 gramów chleba oraz zupy z resztek rybnych. Odmowę pracy karano zmniejszeniem racji i umieszczeniem w karcerze .
9 maja 1945 roku, dla uczczenia zwycięstwa nad hitlerowskimi Niemcami, część więźniów kryminalnych została zwolniona. Na przełomie 1945/46 roku rozpoczęły się wywózki z Prawieniszek do obozów pracy w głębi ZSRR .

## Upamiętnienie i stan obecny

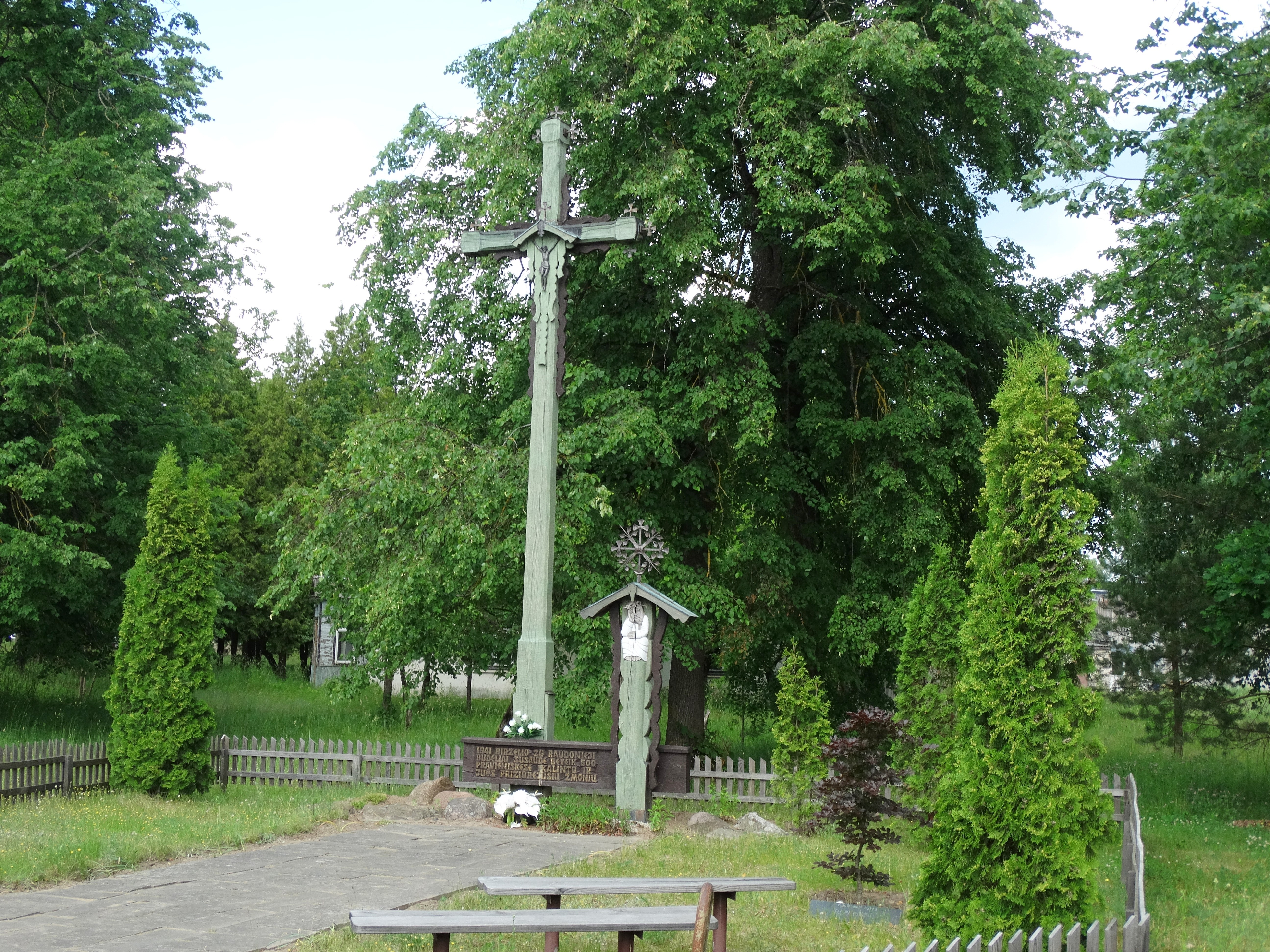
Upamiętnienie sowieckiej masakry z 26 czerwca 1941

W 1990 roku w Prawieniszkach wzniesiono krzyż ku pamięci więźniów zamordowanych przez Sowietów w czerwcu 1941 roku.
Do dziś w Prawieniszkach funkcjonuje więzienie, którego nazwa i profil zmieniały się kilkukrotnie zarówno w czasie Litewskiej SRR, jak w okresie niepodległej Litwy.
Od 2011 roku więzienie ma charakter kolonii otwartej. Jest w stanie pomieścić 2,5 tys. więźniów, co czyni je jednym z największych zakładów karnych na Litwie .

## Wybrani więźniowie
Więźniami sowieckich i niemieckich obozów w Prawieniszkach byli między innymi: prof. Barbara Skarga, prof. Witold Sylwanowicz, prof. Ludomir Sleńdziński, prof. Stefan Narębski, prof. Zofia Abramowiczówna, doc. Aniela Dziewulska-Łosiowa, bp. Michał Klepacz, ks. Adolf Giżyński, Bolesław Talago, Aleksandr Tymiński.